# Игнасио Скоко
Игна̀сио Ма̀ртин Ско̀ко (на испански: Ignacio Scocco, роден през 29 май 1986 в Санта Фе, Аржентина) e бивш аржентински футболист, стартирал и завършил кариерата си в Нюелс Олд Бойс“ в родния си град. През кариерата си играе също в отбори в Гърция, ОАЕ, Англия, Бразилия и Мексико.

## Кариера

### „Нюелс Олд Бойс“
Програмата за откриване на таланти на Нюелс Олд Бойс бързо забелязала футболиста и на 19-години той прави дебюта си в Аржентина срещу Сан Лоренцо.
Впоследствие вкарва 17 гола в 75 мача. Лятото на 2006 г. преминава в мексиканския Универсиад Насионал за сума от $2.5 м.

### „Универсидад Насионал“
Прави дебюта си срещу ФК Чиапас и по време на едва втория си мач срещу ФК Веракрус вкарва първия си гол за Насионал.
Също така прави хеттрик срещу Куератаро. Скоко бележи последния си гол за Универсидад, иронично срещу ФК Веракрус, като Насионал печели мача с 4-2.

### ФК „АЕК Атина“
Игнасио Скоко подписва 3-годишен договор с ФК АЕК Атина на 18 юни, 2008 г. АЕК купува Скоко за сума от 1,5 милиона евро. В последните си интервюта Скоко казва, че за него да е играе в Европа винаги е било мечта и че се открива страхотна възможност за него.
Скоко най-често се използва за ляво крило в отбора. След успешните му изяви са в Гръцката сиперлига и в Лига Европа.
„АЕК Атина“ отказва предложението на „Панатинайкос“ да продаде Скокор за 5 милиона евро и срещу друг(и) играч(и), заявявайки, че няма да го продаде на друг гръцки отбор.